# Neznani leteči predmet
Nèznáni letéči prêdmet (tričrkovna kratica NLP, angleško Unidentified flying object - UFO) je opredeljen kot katerikoli na nebu opazen predmet ali svetlobni pojav, ki ga ni bilo moč poistovetiti.
Polno raziskavo je naredil znanstvenik Josef Allen Hynek, kasneje astronom, svetovalec Vojnega letalstva ZDA ter predlagatelj angleške kratice za NLP.
Vojno letalstvo ZDA je zapisalo uradno opredelitev leta 1954: »Neznani leteči predmet je vsak predmet, ki se s svojim nastopom, aerodinamično lastnostjo ali nenavadno značilnostjo ne sklada z nobenim trenutno znanim letalom ali raketoplanom, ali ga ni moč z gotovostjo identificirati kot do sedaj znane zrakoplove.« V dodajanju preiskava navaja, da je namen pojasniti in dognati »tehnični vidik«.
Pojavlja se trditev, da domnevno nesporen dokaz obstaja, vendar so ga svetovne velesile zadržale zunaj dosega javnosti, zaradi strahu pred razširjeno paniko in družbenim razkolom, ki bi lahko bil posledica razkritja tovrstne informacije. Domnevo so izrazili ufologi prav tako kot pomembni vojaški častniki, vladni funkcionarji, astronavti, znanstveniki in drugi opazni zagovorniki teorije nezemljanov. 
Po drugi strani pa je enaka skupina tovrstnih osebnosti, ki zavrača izjave, kot so Teorija zarote NLP in gleda iz skeptičnega vidika ter ohranja trditev, da so dokazi neprepričljivi. 

## Zgodovina
Poročila o neznanih letečih predmetih so zabeležena skozi vso človeško zgodovino. Nekatera videnja so kasneje postala znanstveno dejstvo: kometi, meteorji, ali atmosferski pojavi (npr. Parhelion,Aurora borealis), ostala ostajajo nepojasnjena. 
Ezekielova knjiga opisuje obisk letečega »krog-a v krogu«. Pohod Mozes-a skozi divjino z izraelci, nad njimi bedel »oblačni steber« (Biblja - Exsodus 14:21). Leta 329 pr. n. št. je vojska Aleksandra Velikega zasledila dva »srebrna ščita«, ki sta jim utrla pot do zmage v sovražnem okolju. Leta 1235 je Vojska Oritsume na Japonskem opazila nenavadno svetlobo na nebu. 14. aprila 1561 je nebo nad Nürnbergom, v Nemčiji preplavila množica predmetov, vključno z valji in oblami, dozdevno zasedeni v zračni bitki. 
S tehnološkim napredkom se je zanimanje za pojav spreobrnilo iz religioznega v znanstveno. Videnja so po 2. svetovni vojni dosegla vrhunec, zato je vojno letalstvo ZDA sprožilo znanstveno raziskavo, ki je potekala od leta 1947 vse do 1969 (do pristanka na Luni).

## Politične in aktivistične skupine
- Državljani zoper NLP tajnosti (angleško Citizens Against UFO Secrecy - CAUS) (~1978): Raziskava na območju Arizone in pravna organizacija, ki vlaga tožbe za objavo tajnih dokumentov in razrešitev vladnih podatkov o NLP na podlagi zveznega zakona o svobodnem dostopu do informacij (ang.Freedom of Information Act - FOIA). domača stran Arhivirano 2006-02-17 na Wayback Machine.
- Raziskovalna skupina za paradigme (angl. Paradigm Research group - PRG) in Odbor za politično dejavnost na področju pojavov izvenzemeljskega izvora (angl. Extraterrestrial Phenomena Political Action Committee - X-PPAC) (1996): Washingtonska aktivistična skupina, ki jo vodi ustanovitelj in politični aktivist Stephen Bassett, izvaja politični pritisk na ameriško vlado z namenom razodetja skrivnosti o NLP. domača stran Arhivirano 2012-05-19 na Wayback Machine.
- Center za študijo zunajzemeljske inteligence (angl. Center for the Study of Extraterrestrial Intelligence - CSETI) (1990): Organizacija s sedežem v Marylandu (ZDA), ustanovitelj dr. Steven Greer. Izobraževalna in lobistična skupina, tudi ustanoviteljica Projekta Razodetje (angl. The Disclosure Project), ki se bori za vladno razodetje zaupne tehnologije in NLP-jev. Sklicuje se na več kot 400 vladnih, vojaških, in obveščevalnih prič. domača stran

### Vladne objave zaupnih dokumentov
- U.S.Department of Defense:Electronic Reading Room Documents Concerning UFO's U.S.MOD: objavljeni zaupni dokumenti NLP
- Central Intelligence Agency (CIA) - UFO Reports Arhivirano 2005-12-21 na Wayback Machine. NLP prijave
- Federa Bureau of Investigation (FBI): Unusual Phenomena Listing Seznam nenavadnih pojavov
- National Security Agency: Central Security Service: Declassified documents
- GEIPAN UAP investigation unit opens its files Arhivirano 2007-04-30 na Wayback Machine. Objava dokumentacije - francoske vesoljske agencije - CNES]

### Uradne raziskave
- v angleščini:
- Združene Države Amerike
  - National Aviation Reporting Center on Anomalous Phenomena (NARCAP)
  - National Investigations Committee on Aerial Phenomena (NICAP)
  - Coalition for Freedom of information:Unidentified Aerial Phenomena Arhivirano 2005-12-18 na Wayback Machine. (CFI)
  - National Institute of Discovery Science:Anomalous Aerial Phenomena(NIDS od 1996)
  - Center for UFO Studies (CUFOS od 1973)
  - Mutual UFO Network homepage (MUFON od 1969)

- v francoščini:
- Francija
  - LE GEIPAN - Le groupe d'études et d'informations sur les phénomènes aérospatiaux non identifiésGEIPAN - odbor Francoske Vesoljske Agencije, ustanovljen 1977, ki proučuje neznane leteče predmete na ozemlju Francije.
  - Le GEPRA, organisme de recensement du phénomène Ovni  Francoski Projekt za raziskavo NLP-jev
- Belgija
  - SOBEPS - Société Belge d'Etude des Phénomènes Spatiaux Belgijska Astronomska raziskovalna skupnost

### Ostale raziskave
-v angleščini:
- UFO Casebook Homepage
- UFO Skeptic.org Arhivirano 2007-10-12 na Wayback Machine.
- The National UFO Reporting Center
- The Phoenix Lights Mystery
- Majesticdocuments.com Arhivirano 2006-02-05 na Wayback Machine.
- UFO Research (NSW) Sydney, New South Wales, Avstralija
- VUFORS - Victorian UFO Research Society
- Exopolitics:Politics, Government and law in the Universe
- UFO Society of Western Sydney Arhivirano 2014-12-18 na Wayback Machine. Campbelltown, New South Wales, Avstralija
- Committee for the Scientific Investigation of Claims of the Paranormal (CSICOP)

### Članki
-v angleščini:
- U.K - MoD opens its files on UFO sightings to public - (3. Maj 2007)
- GEIPAN UAP investigation unit opens its files - (26. Marec 2007) Arhivirano 2007-04-30 na Wayback Machine.
- Pravda - KGB's secret UFO files finally made public (22.december 2005)
- The National Security Agency's UFO Investigations Unearthed (16. november 2005)
- Offical UFO Investigations in France: the GEPAN/SEPRA Project Arhivirano 2008-10-22 na Wayback Machine.
- BBC-News:Mexico pilots release 'UFO film'(12. maj 2004)
- UFO enthusiasts gather in forest (27. december 2005)
- Uradna preiskava avstralske vlade
- UFO Skeptic - An information site on the UFO phenomenon by and for professional scientists
- Popularmechanics:When UFOs Arrive: February 2004 Cover Story Arhivirano 2007-09-27 na Wayback Machine.

-v hrvaščini
- 1.2.3.4. del - Na Rubu Znanosti - Povijest NLO-a